# Александро-Невская церковь (Ртищево)
Соборный храм святого благоверного великого князя Александра Невского (Александро-Невская церковь) — православный храм в городе Ртищево Саратовской области.

## История

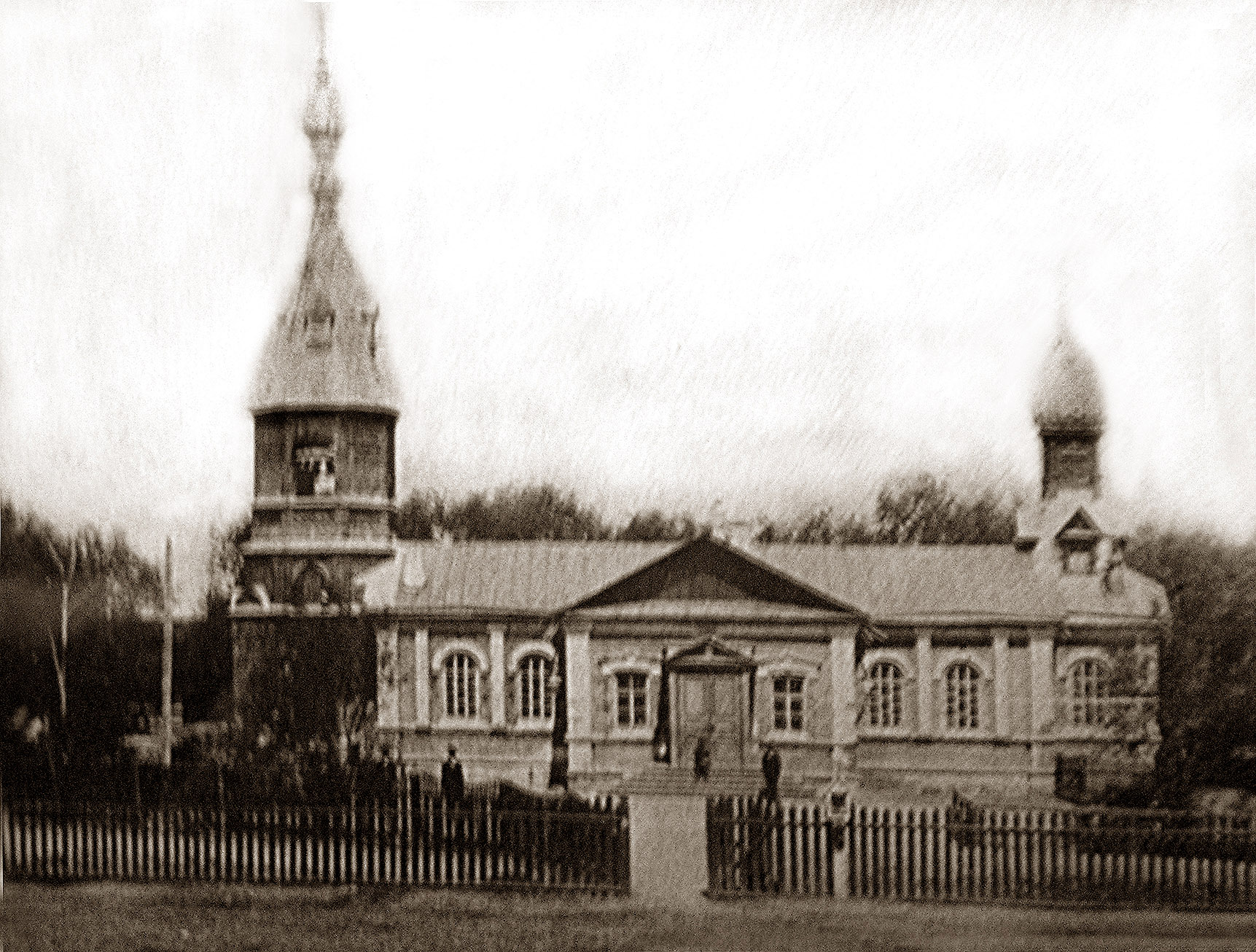
Деревянное здание церкви (не сохранилось, 1898 год)

### 1889—1923
Деревянная, однопрестольная церковь во имя святого благоверного великого князя Александра Невского была построена на станции Ртищево РУЖД в 1889 году на пожертвования железнодорожных служащих и частных лиц, в память чудесного избавления Августейшей семьи.
Торжественное освящение вновь построенной при железнодорожной школе домовой церкви на станции Ртищево состоялось 15 октября 1889 года. Освятил храм Преосвященнейший Павел, епископ Саратовский и Царицынский, который прибыл с духовенством в Ртищево экстренным поездом 14 октября. Церковь была небольшая деревянная, обложенная кирпичом и составляла одно здание со школой. Поднявшись на несколько ступеней, посетитель попадал в небольшую переднюю, в левой стороне которой стоял свечной ящик, по обеим сторонам были устроены вешалки. Из передней вели две двери, над той, которая вела в церковь, была помещена икона; другая дверь вела в помещение школы. Школа состояла из одной просторной комнаты одна из стен которой состояла из двухстворчатых дверей, ведущих в помещение церкви. Во время богослужения эти двери отворялись и комната школы составляла с церковью одно помещение.
Почти все вещи в церкви и иконы составляли частные пожертвования. Посередине церкви с потолка спускалась небольшая, изящной работы люстра, пожертвованная частным лицом. В иконостасе имелись четыре работы Императорской Академии художеств. В числе жертвователей были начальник Тамбово-Саратовской железной дороги А. Н. Измайлов, который первый сделал крупный вклад в 300 рублей, а затем пожертвовал несколько необходимых церковных принадлежностей; другим крупным жертвователем был начальник станции Ртищево А. П. Слепцов, которому принадлежала идея постройки церкви. Всего на возведение школы и церкви было собрано около 8 000 рублей.
В 1911 году на средства Общества РУЖД, рядом с деревянной, построили каменную церковь, рассчитанную на 780 человек.

### 1923—1944

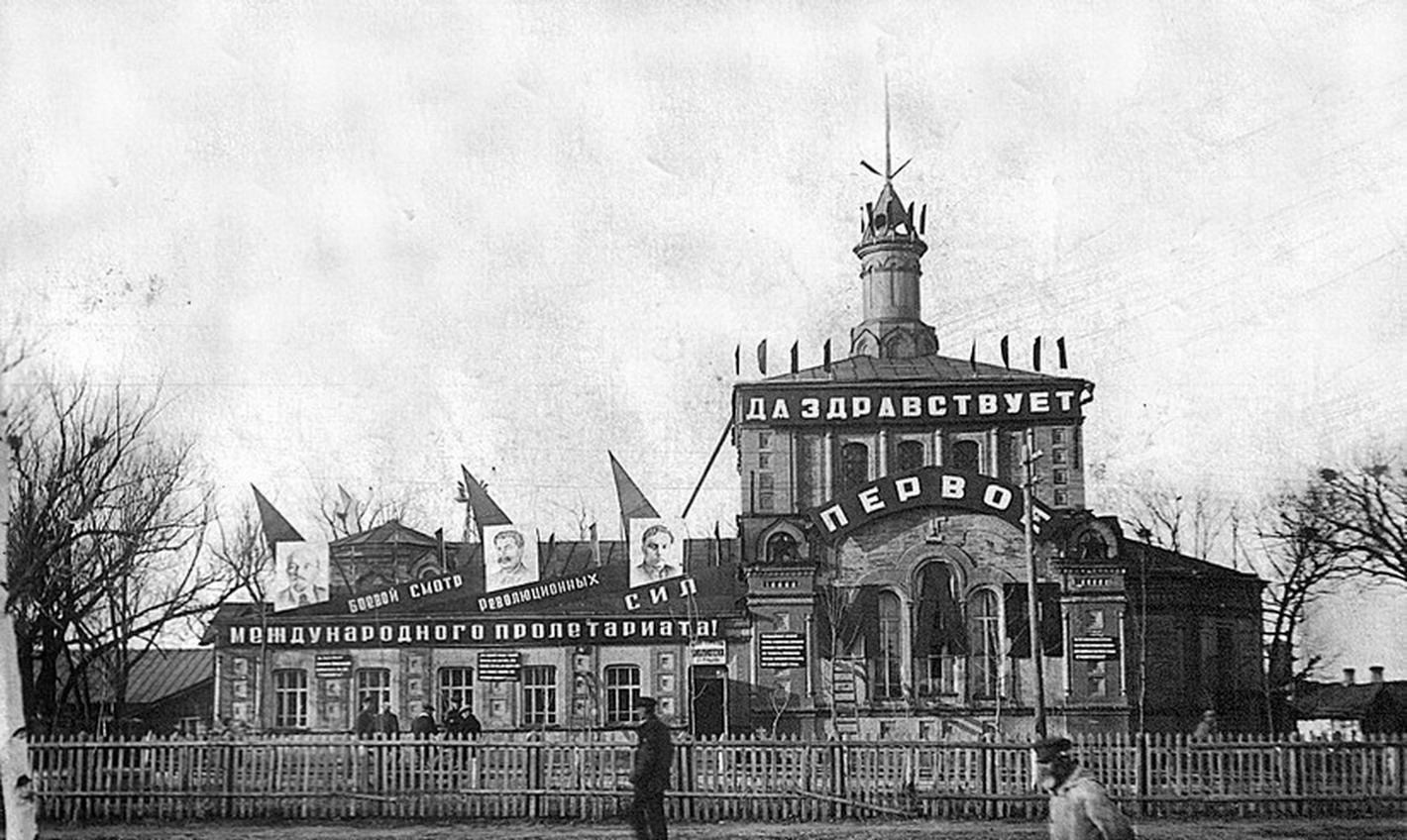
Рабочий клуб имени Ленина (1924 год)

В декабре 1923 года с требованием закрыть церковь выступили ртищевские комсомольцы. В начале января 1924 года их требование было удовлетворено, церковь закрыли, а её здание Горсовет передал профсоюзным организациям железнодорожного транспорта под рабочий клуб имени Ленина и библиотеку. В клубе работало 10 кружков и самодеятельный театр. С постройкой в 1935 году в Ртищево Дворца культуры железнодорожников (ныне Городской культурный центр) клуб был закрыт, а здание незаконно заняли отдел тяги и отдел движения станции Ртищево, доведя здание практически до полного разрушения. В конце 1937 года, по решению Президиума Ртищевского райисполкома, бывшее здание церкви передали аэроклубу имени Героя Советского Союза М. В. Водопьянова и райсовету ОСОАВИАХИМа. Для своих занятий аэроклубовцы разместили в здании церкви учебный самолёт. В сентябре 1940 года здание было передано во временное пользование райкому и райисполкому под гараж, в марте 1941 года — под мастерские ртищевского райпромкомбината, затем под этапную комендатуру.

### с 1944

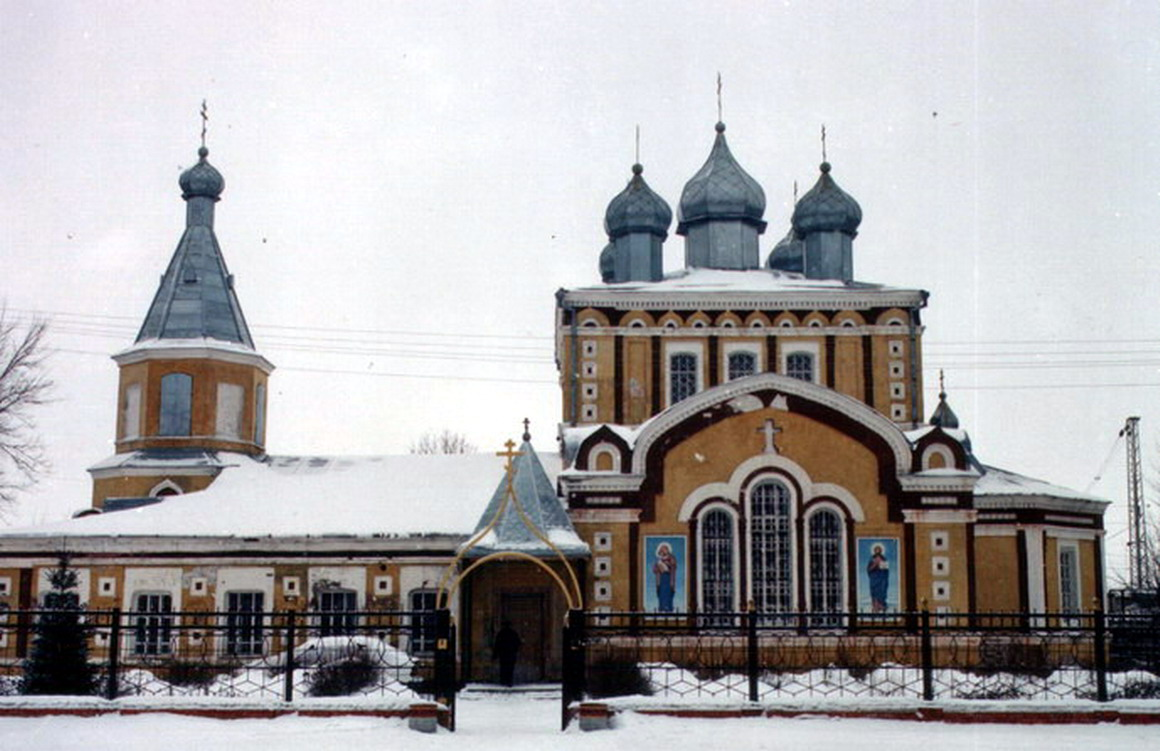
Александро-Невская церковь (2003 год)

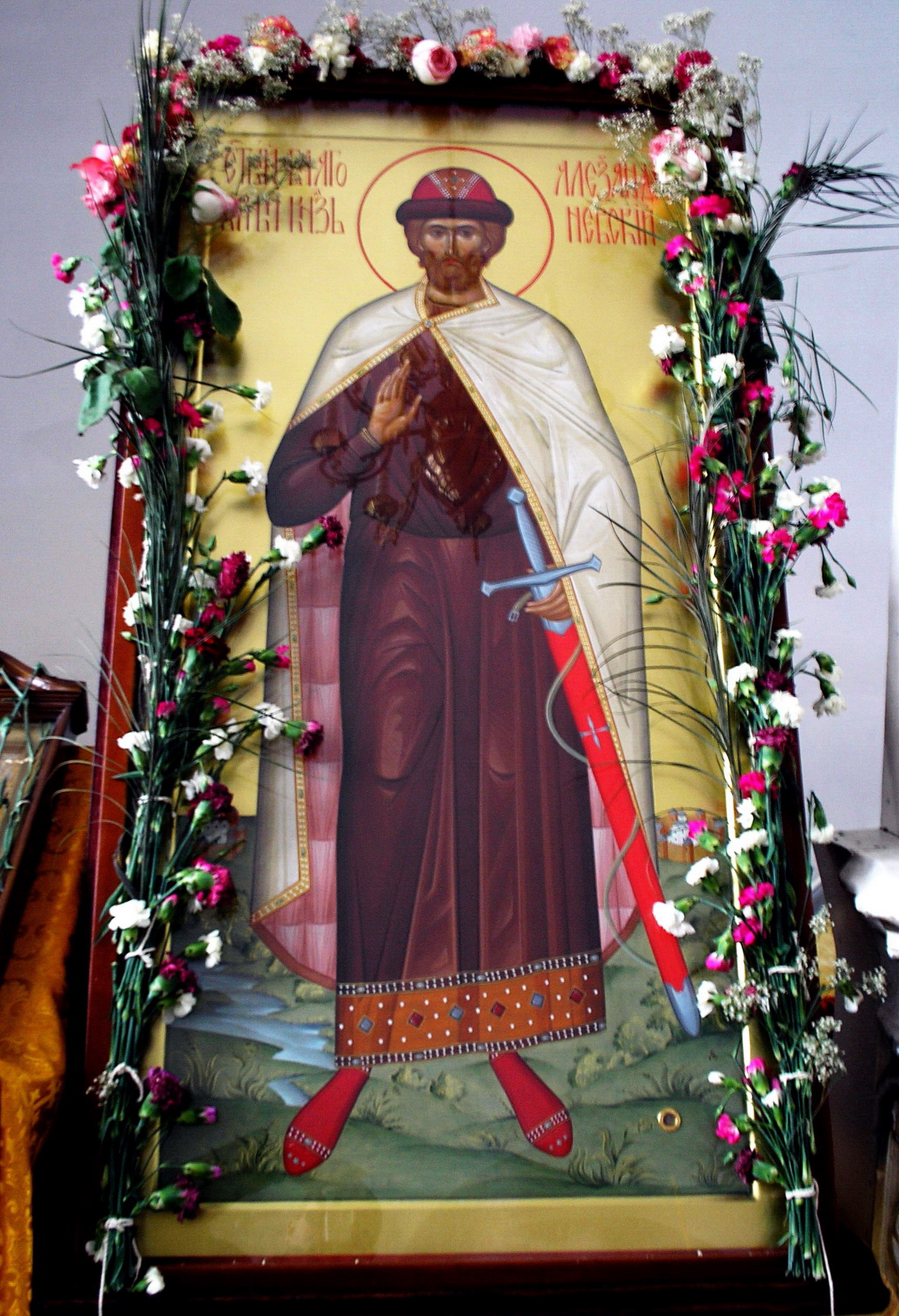
Икона святого благоверного князя Александра Невского с частицей его святых мощей

20 мая 1944 года распоряжением СНК СССР было утверждено разрешение Совета по делам Русской Православной Церкви при СНК СССР на открытие в городе Ртищево одной православной церкви. На основании этого документа 23 июня 1944 года Исполком ртищевского Горсовета принял решение о передаче бывшего церковного здания коллективу верующих. 30 июня был произведён осмотр и приёмка здания церкви, а также подписан типовой договор между коллективом верующих и Исполкомом ртищевского Горсовета о принятии его в бессрочное бесплатное пользование. 1 июля 1944 года в городе Ртищево вновь открылась православная церковь. Настоятелем церкви (иереем, или как записано в личном деле за 1946 год — «руководителем религиозной организации») с апреля 1944 года стал Иван Николаевич Варин, священником — Иван Петрович Кузнецов, протодьяконом (с апреля 1945 года) — Александр Васильевич Колчев.
Несмотря на то, что по договору от 30 июня 1944 года верующим передавался весь комплекс построек на территории церкви, церковную сторожку до конца 1945 года занимал один из отделов Управления 2-го района строительства газопровода Саратов — Москва.
С 1955 по 1967 год настоятелем ртищевской церкви был протоиерей Савва Котляров, отец митрополита Санкт-Петербургского и Ладожского Владимира. Сам будущий глава Санкт-Петербургской митрополии, приезжая к отцу, служил в храме чтецом. В городе Ртищево похоронена мать митрополита.
В начале 1990-х годов были восстановлены главы храма (заменены в 2003 году), а в конце 1990-х — колокольня.
В наши дни здание церкви признано памятником архитектуры и искусства. С 2003 по 2005 год проводился капитальный ремонт храма. 21 февраля 2006 года из Александро-Невской лавры Санкт-Петербурга в Александро-Невскую церковь была доставлена икона с частицей мощей святого благоверного великого князя Александра Невского, покровителя храма.

### Церковно-приходская школа
Первоначально школа для детей служащих железной дороги была устроена в частной избе, снятой в посёлке при станции. В 1885 году школу разрешено было перевести на землю железной дороги и ей была дана субсидия в 600 рублей. Обучение в школе было платное. Плата с учащихся определялась пропорционально жалования служащего, так, например, за ребёнка машиниста платили 1 рубль в месяц, а за ребёнка стрелочника — 10 копеек. Всего в школе обучалось более 50 человек.
В 1889 году, после освящения вновь построенной при железнодорожной школе Александро-Невской церкви, на станции Ртищево открылась церковно-приходская школа. Первоначально школа была смешанного типа. После открытия в 1897 году на станции Ртищево мужского училища она была преобразована в женскую. В школе по программе двухлетки занималось около 150 девочек. Содержалась она за счёт сметных ассигнований.
С постройкой в 1911 году каменного здания Александро-Невской церкви, деревянное было полностью передано в ведение церковно-приходской школе. После её упразднения в 1917 году, в здании устраивали свои собрания ртищевские комсомольцы.

## Деятельность
Службы совершаются ежедневно (утром в 8.00; вечером в 17.00).

При храме действует двухклассная воскресная школа для детей.

## Святыни
В храме имеются:
- икона святого благоверного князя Александра Невского с частицей его святых мощей;
- икона святой блаженной Матроны Московской с частицей её святых мощей.

## Настоятели
- Иван Николаевич Варин (апрель 1944 — ?)
- Савва Котляров (1955—1967)
- Ольховой Анатолий (1967—1977)
- Вячеслав Кузнецов (2003[5] — 27 августа 2008)
- Иоанн Бештень (27 августа — 13 октября 2008)
- Вячеслав Голощапов (13 октября 2008 — 24 ноября 2009)
- Алексий Субботин (24 ноября 2009 — 10 ноября 2011)
- Иоанн Бештень (с 10 ноября 2011)
- Василий Васильев
- Илия Астахов (с 3 мая 2017)